# NGC 3888
NGC 3888 este o galaxie spirală situată în constelația Ursa Mare. A fost descoperită în 14 aprilie 1789 de către William Herschel. Se află la o distanță de 41,5 de megaparseci de Pământ.